# Agriphila argentistrigellus
Agriphila argentistrigellus là một loài bướm đêm trong họ Crambidae.